# Den hollandske Dronnings Ankomst mm.
|  | Denne artikel er oprettet af botten PalnaBot ud fra en ekstern database. Den kan derfor have sproglige fejl eller mangler. Denne skabelon kan fjernes efter kontrol af indholdet. |

Den hollandske Dronnings Ankomst mm. er en film med ukendt instruktør.

## Handling
Fraklipsagtige scener fra den hollandske dronning Wilhelmina's ankomst i september 1922. Dronningen modtages på Hovedbanegården og kører med eskorte i åben karet gennem byen til Amalienborg. Ildebrand. Tagbrand et eller andet sted. Den hollandske dronning besøger (Amagermuseet?) gård på Amager. Tilsyneladende Nyborg riddere. Optog forberedes foran Nyborg Slot. Ryttere iklædt middelalderdragter samles til hest. Optoget starter. Borgere, også iklædt dragter, deltager i optoget til fods.